# Großsteingräber bei Noer
Die Großsteingräber bei Noer sind drei megalithische Grabanlagen der jungsteinzeitlichen Trichterbecherkultur bei Noer im Kreis Rendsburg-Eckernförde in Schleswig-Holstein. Sie tragen die Sprockhoff-Nummern 111–113.

## Lage
Grab 1 befindet sich nordöstlich von Noer in einem Waldstück. Die Gräber 2 und 3 liegen südwestlich von Noer und 2 km südwestlich von Grab 1 auf einem Feld. Grab 3 befindet sich 90 m westsüdwestlich von Grab 2.
In der näheren Umgebung gibt es zahlreiche weitere Großsteingräber: 1,6 km südöstlich von Grab 1 liegt das Großsteingrab Grönwohld. 880 m nordwestlich von Grab 3 liegen die Großsteingräber bei Lindhöft. 2,9 km westlich von Grab 3 befindet sich der Originalstandort des umgesetzten Großsteingrabes Hohenkamp (auch Großsteingrab Noer-Lindhöft genannt).

## Beschreibung

### Grab 1
Diese Anlage besitzt ein annähernd ost-westlich orientiertes rechteckiges Hünenbett mit einer Länge von 28 m und einer Breite von 5 m. Die steinerne Umfassung ist noch weitestgehend erhalten. In dem Bett liegen drei Grabkammern. Bei der östlichen handelt es sich vermutlich um einen nord-südlich orientierten erweiterten Dolmen mit einer Länge von 1,8 m und einer Breite von 1 m. Es sind die zwei Wandsteine der östlichen Langseite und der nördliche Abschlussstein erhalten. Der Zugang lag im Süden. Bei der mittleren Kammer handelt es sich um einen nord-südlich orientierten Urdolmen mit einer Länge von 2 m und einer Breite von 0,6 m. Es sind zwei Wandsteinpaare an den Langseiten erhalten, die Abschlusssteine und der Deckstein fehlen. Bei der westlichen Kammer handelt es sich vermutlich um einen nord-südlich orientierten erweiterten Dolmen mit einer Länge von 2 m und einer Breite von 1 m. Erhalten sind nur der nördliche Abschlussstein sowie ein umgekippter und ein verlagerter Wandstein der östlichen Langseite.

### Grab 2
Von dieser Anlage ist nur noch ein stark überwachsener Steinhaufen erhalten, der ohne genauere Untersuchung keine Rückschlüsse auf das ursprüngliche Aussehen zulässt.

### Grab 3
Diese Anlage besitzt ein annähernd ost-westlich orientiertes rechteckiges Hünenbett mit einer Länge von 15,5 m und einer Breite von 4,5 m. Von der Umfassung sind noch einige Steine an den Langseiten erhalten. Eine Grabkammer ist nicht zu erkennen.